# La mugrosita
La mugrosita és una pel·lícula mexicana de 1982 dirigida per Rubén Galindo. Va ser protagonitzada per Pedro Fernández, María Rebeca, Manuel Medel, Pedro Infante Jr., Mario Almada i Rubén Márquez. La pel·lícula es va estrenar el 5 d'agost de 1982.

## Sinopsi
Andrés (Pedro Fernández), un nen orfe que viu amb un vell xofer també sense família, es fa amic d'una niñita anomenada María (María Rebeca) a la qual li canta. Al xofer li llevaran el seu camió perquè no pot pagar-lo, i el nen es viurà amb un home ric que diu ser el seu avi a canvi que pagui el camió del seu amic.

## Repartiment
- Pedro Fernández – Andrés
- María Rebeca – María
- Manuel Medel – Socrates
- Pedro Infante Jr. – Raúl
- Mario Almada – Quintana
- Rubén Márquez – Don Felipe

## Premi i nominacions
En la XXIV edició dels Premis Ariel fou nominada al Premi Ariel a la millor banda sonora i va guanyar el premi Ariel a la millor cançó.